# Pylaemenes elenamikhailorum
Pylaemenes elenamikhailorum ist ein in Sepilok auf Borneo vorkommender Vertreter der Gespenstschrecken. In Anwendung der jüngeren Differenzierung zwischen den Gattungen Pylaemenes und Orestes wird die Art gelegentlich auch als Orestes elenamikhailorum bezeichnet.

## Merkmale
Die Männchen sind etwa 39 bis 42 mm lang und gattungstypisch mittel- bis dunkelbraun gefärbt. Auf dem Kopf befinden sich meist paarweise angeordnete, mehr oder weniger deutliche Strukturen, die artspezifisch ausgeprägt sind (Siehe auch Acanthotaxie der Heteropterygidae). Bei den Männchen von Pylaemenes elenamikhailorum sind die Supraantenalen als deutliche Stacheln vorhanden und leicht nach außen gerichtet. Die dahinter befindlichen Supraoccipitalen sind etwas kleiner. Auf dem Hinterhaupt bilden verschiedene Tuberkel und Stacheln eine Krone. Das seitliche Präoccipital Paar ist stachelartig und nach außen gerichtet. Die vorderen Occipitalen sind an der Basis breit und nach hinten aufwärtsgerichtet. Dahinter befindet sich eine nur kleine Centraloccipitale. Die hinteren Occipitalen sind als kleineres Paar Stacheln seitlich der Centraloccipitale ausgebildet. Das Pronotum ist mittig tief quer gefurcht und trägt hinten ein Paar Tuberkel. Das Mesonotum hat entlang der Mitte und an den Seiten erkennbare Kanten. Sein hinterer Rand ist leicht angehoben und hat zwei kleine Tuberkel. Auch das Metanotum hat seitlich Kanten, aber keine Tuberkel.
Die Weibchen sind 46 mm bis 55 mm lang. Die Strukturen auf dem Kopf ähneln denen der Männchen, sind aber nicht als Stacheln, sondern eher als Tuberkel ausgebildet. Neben der typischen hell- bis dunkelbraun Grundfärbung, zeigen vor allem frisch adulte Weibchen kontrastreiche Muster aus hellen und dunkleren Flecken. Am Hinterrand des Mesonotums sitzt ein Paar kleiner Tuberkel.

## Taxonomie und Systematik
Francis Seow-Choen beschrieb die Art 2016 als Pylaemenes elenamikhailorum anhand von Nachzuchttieren. Diese stammten aus der Zucht von Elena Tkacheva und Mikhail Berezin, zwei russischen Entomologen aus dem Insektarium des Moskauer Zoos, die diese Art 2013 in Sepilok gesammelt und erfolgreich nachgezogen hatten. Der Artname ist beiden gewidmet und eine Kombination der Vornamen. Seow-Choen erhielt von ihnen bei einem Besuch 2015 ein Paar der Art. Als Holotypus ist ein Männchen, als Paratypus ein Weibchen am Lee Kong Chian Natural History Museum der National University of Singapore hinterlegt. Zwei weitere Paratypen befinden sich in der Sammlung von Seow-Choen.
Im Rahmen der Beschreibung von sechs neuen Orestes Arten aus Vietnam stellten Joachim Bresseel und Jérôme Constant im Januar 2018 eine neue Abgrenzung zwischen den Gattungen Pylaemenes und Orestes vor, die 2021 durch molekulargenetische Untersuchungen bestätigt wurde. Dieser folgend, müsste Pylaemenes elenamikhailorum in die Gattung Orestes überführt werden. Seow-Choen führt die Art im Dezember 2019 weiterhin in Pylaemenes, obwohl er die Arbeit von Bresseel und Constant in der Liste der Referenzen aufführt.

## Terraristik
Seit Tkacheva und Berezin die Art 2013 in Sepilok gefunden haben, wird sie erfolgreich von ihnen im Moskauer Zoo nachgezogen und seit 2015 als sexueller Zuchtstamm verteilt. Im Jahr 2018 kam sie auch erstmals nach Deutschland, wo Daniel Dittmar sie zunächst parthenogenetisch und seit 2020 auch sexuell nachzog und verteilt. Die Art frisst problemlos die Blätter von Brombeeren und anderen Rosengewächsen.

## Bilder

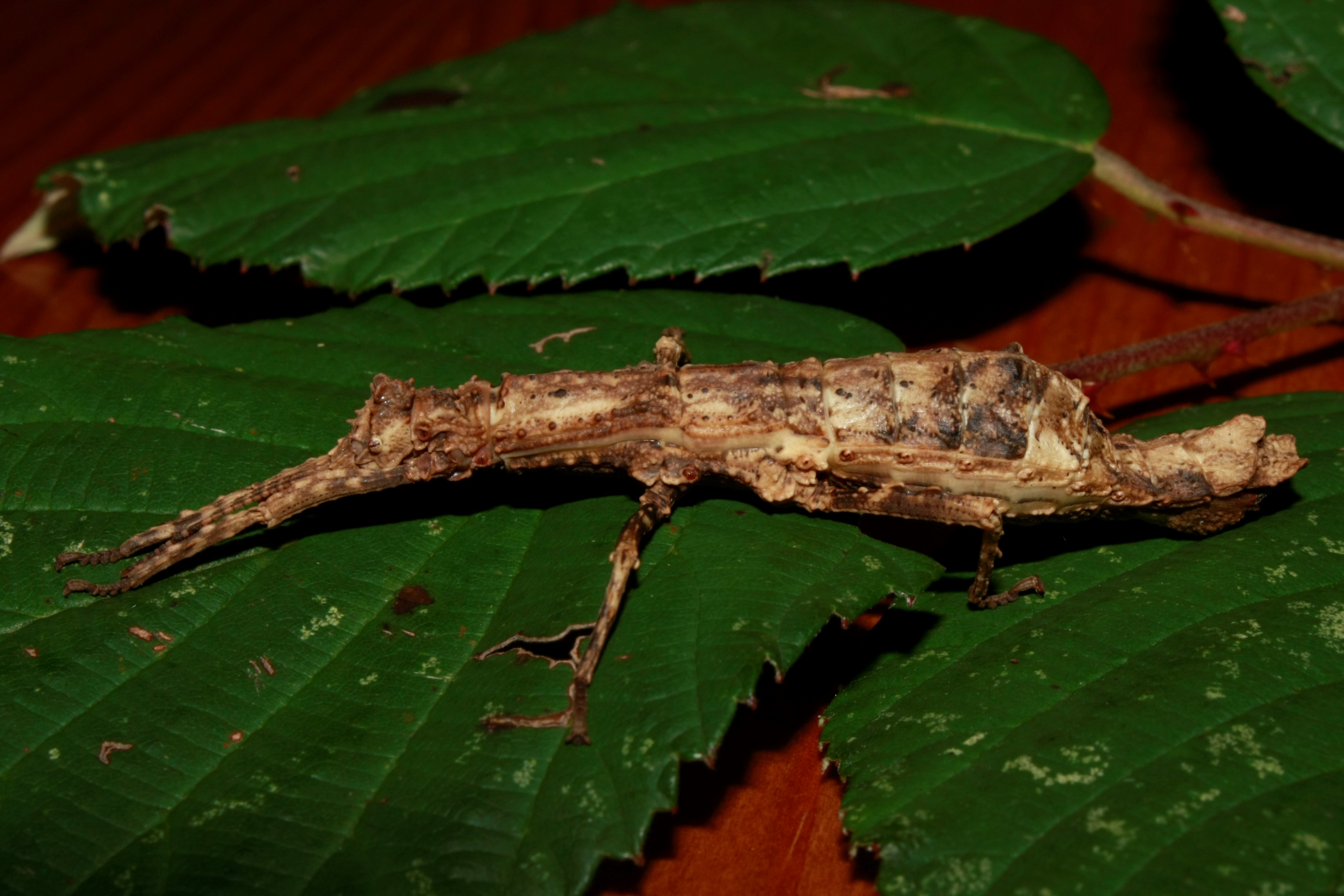
adultes Weibchen
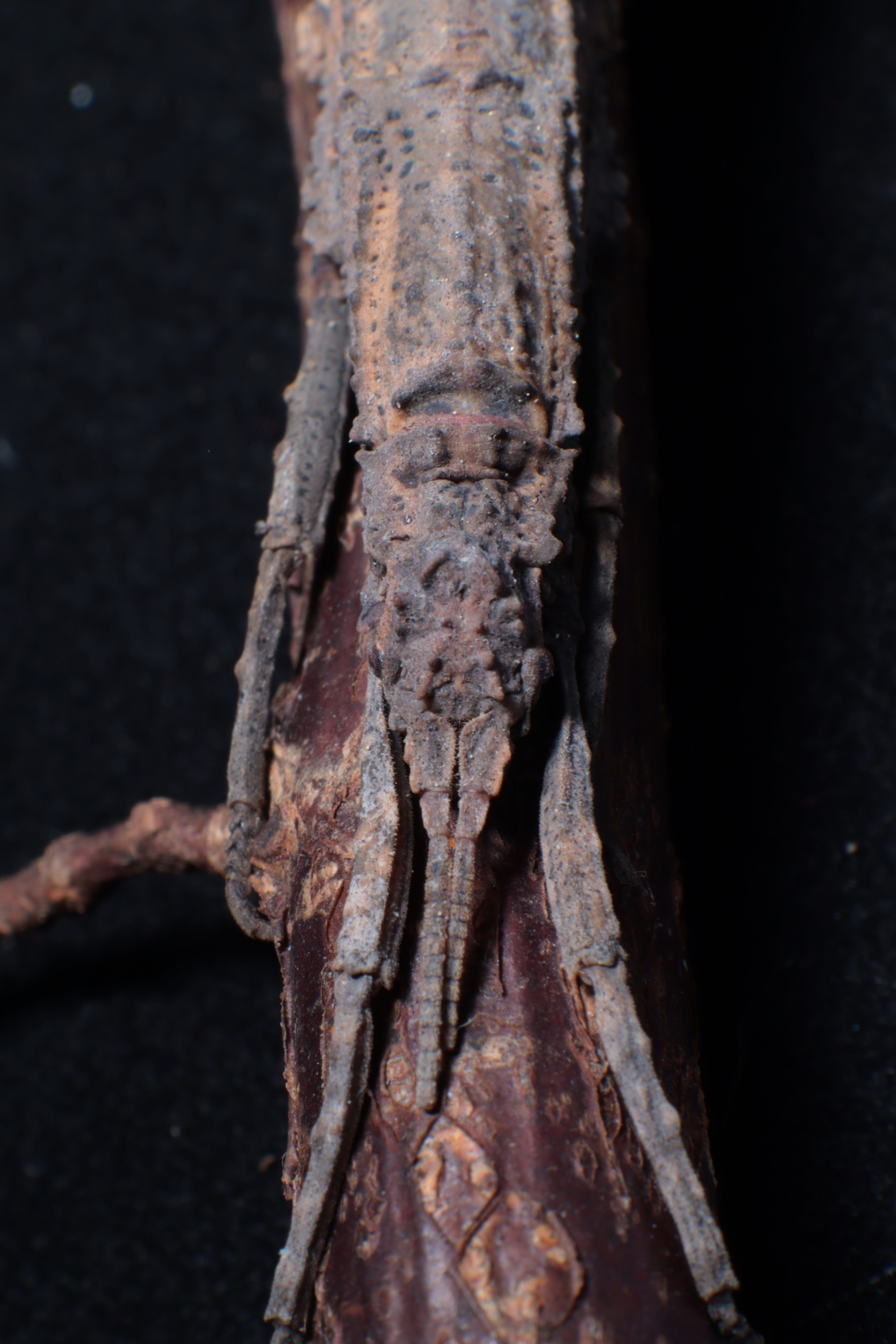
Porträt eines Weibchen
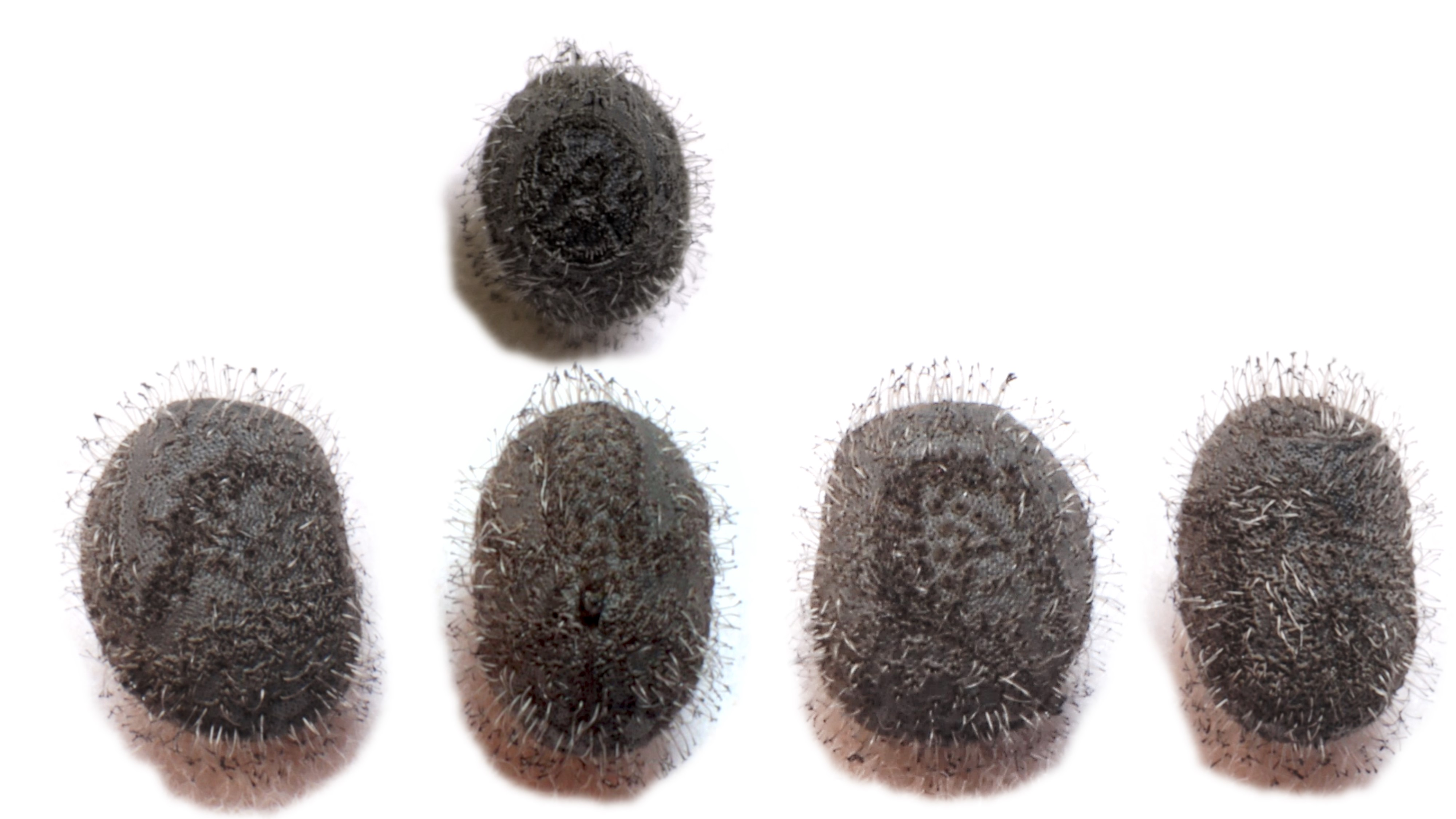
Eier: oben von oben (mit Deckel), v. l. n. r.: lateral, dorsal, lateral, ventral